# Blepharis buchneri
Blepharis buchneri är en akantusväxtart som beskrevs av Gustav Lindau. Blepharis buchneri ingår i släktet Blepharis och familjen akantusväxter. Inga underarter finns listade i Catalogue of Life.